# David Vormweg
David Vormweg (* 26. November 1991 in Köln) ist ein deutscher Schauspieler und Hörspielsprecher.

## Leben
David Vormweg wurde 1991 in Köln geboren. Er ist der Sohn einer persischen Mutter. Zeitweise wuchs er in Paris auf.
2012 begann er am Schauspielhaus Köln zu arbeiten.
2013 hatte Vormweg in dem Film Points of View seinen ersten Auftritt. Vormweg studierte von 2013 bis 2017 an der Folkwang Universität der Künste in Essen Schauspiel. Im Abschlussjahr erhielt er auch den Folkwang Preis. 2022 erhielt er seine erste wiederkehrende Rolle in der Miniserie King of Stonks.
Gemeinsam mit Nils Kretschmer bildet er das Comedy-Theater-Duo Unendlich Luft.
David Vormweg ist außerdem regelmäßig Hörspielsprecher im WDR, NDR und im Deutschlandfunk.

## Filmografie (Auswahl)
- 2004: Der Untergang
- 2013: Points of View
- 2017: Restless
- 2020: Der starke Hans (Sechs auf einen Streich – Der starke Hans, Fernsehfilm)
- 2020: Tatort: Die Frau des Mörders
- 2021: Generation Beziehungsunfähig
- 2021: Sweet Disaster
- 2021: Goldjungs
- 2021: Der Rebell – Von Leimen nach Wimbledon
- 2022: Tatort: Vier Jahre
- 2022: Anne Bonny. Die Piratin
- 2022: Unterm Apfelbaum
- 2022: King of Stonks (Miniserie, 2 Folgen)
- 2022: Meinen Hass bekommt ihr nicht (Vous n’aurez pas ma haine)
- 2022: Alice (Miniserie, Folge 1x01)
- 2023: Der Staatsanwalt (Fernsehserie, Folge 18x08)
- 2023: Lust (Fernsehserie)
- 2023: John Cranko
- 2023: Vorübergehend glücklich – Opimaral
- 2023: Der Schwarm (The Swarm, Fernsehserie)
- 2024: Wilsberg: Datenleck
- 2025: SOKO Köln: Tödliche Harmonie

## Hörspiele (Auswahl)
Die ARD-Hörspieldatenbank enthält (Stand: Oktober 2023) für den Zeitraum von 2018 bis 2023 insgesamt 55 Datensätze, bei denen David Vormweg als Sprecher geführt wird.
- 2018: Luther Blissett: Q (8 Teile) (Philipp) – Bearbeitung und Regie: Jörg Schlüter (Hörspielbearbeitung – WDR)
- 2018/19: Ken Follett: Das Fundament der Ewigkeit (Sechs- und zwölfteilige Fassung) (König Charles) – Bearbeitung und Regie: Thomas Werner (Hörspielbearbeitung – WDR)
- 2019: David Zane Mairowitz: Marlov in Jerusalem (Eitan Geva) – Regie: Jörg Schlüter (Original-Hörspiel, Kriminalhörspiel – WDR)
- 2020: Ulrich Land: Hölderlins Heimsuchung. Kriminelle Vorfälle um den berühmten Dichter Hölderlin (Knecht Knut Köhler) – Regie: Jörg Schlüter (Hörspielbearbeitung – WDR)
- 2021: Tom Peuckert: Preußen. Im Kopf (1. und 3. Teil) (Junger Rat) – Redaktion und Regie: Jörg Schlüter (Originalhörspiel – WDR)
- 2022: Anthony Doerr: Alles Licht, das wir nicht sehen (3 Teile) (Henri Le Blanc) – Regie: Petra Feldhoff (Hörspielbearbeitung – WDR)
- 2023: Liv Strömquist: Ich fühl's nicht. Nach der Graphic Novel der Autorin – Bearbeitung und Regie: Rami Hamze (Hörspielbearbeitung – Deutschlandradio)
- 2023: Simone Buchholz: Radio-Tatort: Geschlossene Gesellschaft – Regie: N. N. (Originalhörspiel, Kriminalhörspiel – NDR)
- 2024: The Belles. Fantasy-Hörspiel-Serie nach Dhonielle Clayton (Hörspiel – WDR)[7]